# Wyższa Szkoła Lotnicza
Wyższa Szkoła Lotnicza (WSL) – samodzielny wydział Wyższej Szkoły Wojennej (WSWoj.) w latach 1936–1939.

## Geneza
Normalny dwuletni kurs Wyższej Szkoły Wojennej nie dawał absolwentom-lotnikom wszechstronnej wiedzy o nowoczesnym lotnictwie. W 1936 r. było a Siłach Zbrojnych tylko 21 oficerów dyplomowanych w lotnictwie. Ponadto brakowało oficerów starszych przygotowanych operacyjnie do kierowania jednostkami i sztabami lotniczymi, a szczególnie w razie mobilizacji na wypadek wojny. Powstała więc myśl utworzenia przy WSWoj. stałego kursu dla oficerów lotnictwa, który obok pogłębienia wiedzy taktycznej i operacyjnej dałby szerszą współczesną wiedzę o lotnictwie. Gen. Tadeusz Kutrzeba poruszył tę sprawę na posiedzeniu Komitetu WSWoj. 7 grudnia 1934 r. stawiając wniosek o utworzenie WSL, której kurs trwałby 9–12 miesięcy. Uzasadnianie propozycji trwało dwa lata i Departament Dowodzenia MSWoj. wydał zarządzenie nr. L. dz.2584/tj. z 3.VII.1936 r. o jej utworzeniu z rocznym kursem nauczania.

## Historia szkoły
Utworzona na podstawie ww. zarządzenia Ministra Spraw Wojskowych z 3 lipca 1936. Zadaniem Szkoły było przeszkolenie oficerów (kpt. mjr) przygotowując ich do roli zarówno dowódców na wypadek wojny jak i oficerów do sztabów lotniczych, a zdolniejsze jednostki do roli dowódców lotnictwa na szczeblu operacyjnym. Szkoła nie dawała jednak tytułu oficera dyplomowanego. Przygotowywała dowódców lotnictwa i artylerii przeciwlotniczej, oficerów sztabów różnych szczebli i oficerów OPL dla sztabów ogólnowojskowych. Utworzenie Szkoły miało duży wpływ na kształcenie kadr dla jednostek i sztabów lotnictwa i wypracowanie zasad użycia lotnictwa na polu walki. Kandydatów do Szkoły powoływał dowódca lotnictwa. Odbywali oni krótki staż w jednostkach oraz przechodzili przeszkolenie w Centrum Wyszkolenia Piechoty. Nauka trwała jeden rok, a od 1938 dwa lata. W 1938 Dowództwo Lotnictwa MSWojsk wysunęło wniosek o usamodzielnieniu uczelni oraz przedłużeniu szkolenia do 2 lat. Wniosek pierwszy nie przeszedł, drugi został wprowadzony. Komitet Wyższej Szkoły Wojennej odrzucił wniosek usamodzielnienia na skutek sprzeciwu szefa Sztabu Głównego i gen. J. Głuchowskiego.

## Kształcenie
Pierwszy rok nauki był kursem eksperymentalnym, w którym kładziono większy nacisk na przedmioty lotnicze. Całość wykładanych przedmiotów można było podzielić na dwie grupy: przedmioty ogólne i lotnicze. Rok szkolny obejmował trzy okresy: zimowy – trwający około trzech miesięcy i poświęcony studiom taktycznym dywizji piechoty i brygad kawalerii oraz lotnictwu organicznemu. Uczono słuchaczy taktyki ogólnowojskowej i taktyki poszczególnych rodzajów lotnictwa i służby sztabów lotniczych; wiosenny około 4 miesięcy poświęcony był studium związków operacyjnych oraz działania lotnictwa w ramach tych związków, a także Lotnictwa Naczelnego Wodza, oraz lotnictwa samodzielnego. Omawiano działanie lotnictwa bombowego i myśliwskiego w walkach. Pod koniec okresu oficerowie brali udział w grach wojennych WSWoj.; okres jesienno-zimowy – około 5,5 miesiąca przeznaczony był na podróże operacyjne wspólnie z drugim rocznikiem WSWoj. oraz udział w ćwiczeniach międzydywizyjnych.
W toku studiów słuchacze zapoznawali się z zasadami walki lotniczej i sprzętem bojowym oraz zasadami współdziałania lotnictwa z wojskami lądowymi na polu walki. Główne szkolenie zawierało zaznajomienie słuchaczy z zasadami dowodzenia na szczeblu operacyjnym i na użyciu w walce większych jednostek lotniczych. Zapoznawano też z zasadami obrony plot i rolą w niej lotnictwa. Słuchacze studiowali taktykę ogólną i rodzajów wojsk oraz operacyjną służbę sztabów, armie obce, historie i geografię wojenną. Prowadzono gry wojenne i manewry międzydywizyjne oraz podróże terenowo-krajoznawcze. W II promocji 1937–1939 – dwuletni okres szkolenia obejmował 664 godz. przy czym przemysł wojenny i techniczne urządzenia kolejowe obejmowały 239 godz., taktyka lotnictwa, OPL i balonów, służba sztabów lotnictwa, technika i przemysł lotniczy, lotnictwo obce i inne 379 godz., gra wojenna 24 godz., rezerwa 22 godz.
W dwuletnim okresie szkolenia na przedmioty ogólne przeznaczono 239 godz. (w jednorocznym 248 godz), na przedmioty lotnicze 425 godz. (w jednorocznym 286 godz).
Program wychodził znacznie poza ramy obowiązującego Regulaminu Lotnictwa z 1931 r., w którym były pominięte rozwijające się na Zachodzie i w ZSRR lotnictwo szturmowe, lotnictwo nurkowe itd. (mimo że w Polsce nie istniały wprowadzono do gier wojennych, weszły nowe przedmioty jak geografia lotnicza, studium urządzeń kolejowych itd.).

## Absolwenci
W sumie trzy kursy WSL ukończyło 79 absolwentów), w tym 4 z artylerii przeciwlotniczej (plot.), w tym: kurs 1936/1937 – 22 absolwentów, w tym 14 pilotów i 8 obserwatorów; kurs 1937/1938 – 24 absolwentów, w tym 15 pilotów i 8 obserwatorów i 1 oficer artylerii plot.; kurs 1938/1939 – 33 absolwentów, z tego 17 pilotów i 3 oficerów artylerii plot. i 13 obserwatorów. Absolwenci obsadzili stanowiska dowódcze – zasadniczo dywizjonów i weszli w skład sztabów lotniczych.
Szkołę odtworzono w Wielkiej Brytanii w 1943 roku. Jej komendantami byli: płk pil. Michał Bokalski, a następnie płk dypl. pil. mgr Olgierd Tuskiewicz. W sumie cztery kursy WSL ukończyło 118 absolwentów.
W grudniu 1982 na łamach organu prasowego Stowarzyszenia Lotników Polskich w Wielkiej Brytanii „Skrzydła” ppłk dypl. Oskar Marian Grzeczkowski, w imieniu Koła Oficerów Dyplomowanych w Londynie, poinformował aboslwentów pełnych kursów Wyższej Szkoły Lotniczej w Warszawie, w Szkocji i Anglii (Weston-super-Mare), że zostały im przyznane pełne prawa, tytuł i odznaki oficerów dyplomowanych. Pułkownik Grzeczkowski poinformował czytelników „Skrzydeł”, że wspomniana decyzja podjęta została na podstawie następujących pism:
- Naczelnego Wodza L.dz. 1230/Sztab z 1 września 1944,
- Ministra Obrony Narodowej L.dz. 999/AMIN/44 z 16 września 1944,
- Szefa Sztabu Naczelnego Wodza L.dz. 1654/Sztab/45 z 4 sierpnia 1945,
- Lotniczego Zastępcy Szefa Sztabu Naczelnego Wodza L.dz. 24/tjn./221/wyszk. z 7 lipca 1945,
- Szefa Sztabu Głównego L.dz. 8465/Pers. I.46 z 13 listopada 1946[5].

## Obsada personalna[a]
- komendant – płk dypl. pil. inż. obs. Stanisław Kuźmiński*

Dyrektorzy nauk
- ppłk dypl. obs. Marian Romeyko (1936–1938 → attaché wojskowy w Rzymie)
- ppłk dypl. obs. Adam Kurowski* (1938–1939 → szef sztabu Dowództwa Lotnictwa i OPL Armii „Poznań”)

Oficer do zleceń
- kpt. lot. Władysław Gruza*

Wykładowcy
- płk obs. Stefan Sznuk
- ppłk dypl. pil. Adam Kurowski – taktyka lotnicza
- ppłk dypl. obs. Kazimierz Winicki* – służba sztabów lotniczych
- ppłk pil. Michał Bokalski – taktyka lotnictwa bombowego
- mjr dypl. pil. Eugeniusz Wyrwicki* – taktyka lotnictwa myśliwskiego
- mjr dypl. art. Antoni Mordasewicz – OPL
- mjr obs. bal. Kazimierz Wincenty Kraczkiewicz – taktyka balonowa
- ppłk obs. Józef Jungrav – geografia lotnicza
- gen. bryg. pil. inż. Ludomił Rayski - polityka lotnicza
- mjr aud. mgr Jan Józef Piątkowski – prawo lotnicze
- mjr lot. Ferdynand Leopold Bobiński z Oddziału II SG – lotnictwo państw obcych
- kmdr por. pil Karol Trzasko-Durski – lotnictwo morskie[7]
- ppłk Bernard Adamecki*
- mjr Tadeusz Lewkowicz*
- mjr Stanisław Pawluć*

## Absolwenci
I Kurs 1936–1937
1. kpt. pil. Jerzy Bajan
2. kpt. pil. Jan Bąk
3. kpt. pil. Tadeusz Czołowski
4. kpt. obs. Stanisław Hermanowski
5. mjr obs. Jan Jankowski
6. ppłk pil. Stanisław Karpiński
7. kpt. pil. Józef Kiecoń
8. mjr pil. Kazimierz Kielich
9. kpt. pil. Adam Kowalczyk
10. kpt. pil. Adam Kropiński
11. kpt. obs. Tadeusz Lewkowicz
12. mjr obs. Stanisław Luziński
13. kpt. obs. Aleksander Łukiński
14. mjr obs. Edward Młynarski
15. kpt. pil. Kazimierz Niedźwiedzki
16. mjr pil. Franciszek Ksawery Piniński
17. mjr pil. Roman Rudkowski
18. mjr pil. Stanisław Skarżyński
19. ppłk pil. Bolesław Feliks Stachoń
20. mjr obs. Władysław Tuchułka
21. mjr obs. Mieczysław Wiśniowski

II Kurs 1937–1938
1. mjr pil. Bernard Adamecki
2. mjr pil. Jan Biały
3. kpt. pil. Juliusz Dziewulski
4. kpt. pil. Władysław Michał Hrabowski
5. kpt. pil. Zygmunt Janicki
6. mjr obs. Józef Jungrav
7. mjr pil. Jakub Kosiński
8. kpt. pil. Florian Laskowski
9. ppłk pil. Karol Malik
10. kpt. art. Walenty Miller
11. kpt. obs. Stanisław Olszewski
12. mjr pil. Leopold Pamuła
13. mjr pil. Stanisław Pawluć
14. mjr obs. Alfred Peszke
15. ppłk pil. Tadeusz Piotrowicz
16. ppłk pil. Zygmunt Pistl
17. kpt. obs. Józef Skibiński
18. mjr pil. Ignacy Skorobohaty
19. mjr pil. Julian Skrzat
20. kpt. obs. Zdzisław Stranz
21. mjr obs. Tadeusz Szymański
22. kpt. pil. Szczepan Ścibior
23. ppłk pil. Adam Wojtyga
24. mjr obs. Tadeusz Wójcicki

III Kurs 1938–1939
1. kpt. art.	Witold Berendt
2. mjr art.	Marian Bieniak[b]
3. mjr pil.	Kazimierz Benz
4. ppłk pil.	Michał Bokalski
5. ppłk obs.	Henryk Borowy
6. mjr pil.	Wit Budziński
7. kpt. obs.	Olgierd Cumft
8. kpt. pil.	Franciszek Dudzik
9. mjr pil.	Stefan Floryanowicz
10. kpt. pil.	Emil Fuhrman
11. kpt. obs.	Kazimierz Grabianowski
12. kpt. pil.	Józef Grzebalski
13. kpt. obs.	Antoni Kłosiński
14. kpt. pil.	Stefan Kołodyński
15. mjr pil.	Czesław Krajewski
16. kpt. pil.	Piotr Łaguna
17. mjr obs.	Jan Maciejewski
18. mjr obs.	Władysław Madejski
19. kpt. obs.	Stanisław Michowski
20. mjr pil.	Tadeusz Moszkowski
21. mjr obs.	Józef Mroczkiewicz
22. kpt. obs.	Tadeusz Nowacki[c]
23. kpt. obs.	Stanisław Olszanik
24. kpt. pil.	Jerzy Orzechowski
25. kpt. obs.	Eugeniusz Paszkowski
26. mjr pil.	Władysław Prohazka
27. kpt. obs.	Stefan Schubert
28. kpt. obs.	Romuald Stelmach
29. mjr art.	Sztukowski Stefan
30. kpt. pil.	Andrzej Włodarkiewicz
31. kpt. obs.	Julian Wojda
32. mjr obs.	Witold Zaniewski
33. mjr obs.	Władysław Zaczkiewicz
34. mjr pil.	Stanisław Żarski

IV Kurs (15 kwietnia 1943 – 16 stycznia 1944)
1. mjr pil.	Stanisław Brejnak
2. mjr pil.	Kazimierz Czetowicz
3. mjr obs.	Eugeniusz Domański
4. kpt. obs.	Alojzy Dreja
5. F/Lt (pil.)	Václav Hájek
6. F/O (pil.)	Oldřich Hořejší
7. por. bal.	Kajetan Kalisz
8. kpt. obs.	Antoni Kaucz
9. por. pil.	Tadeusz Kawalecki
10. kpt. obs.	Antoni Koźmiński
11. por.	Narcyz Krupowicz
12. kpt. strz.	Roman Lipczyński
13. por. pil.	Ryszard Malczewski
14. kpt.	Czesław Piotrowicz
15. F/O (pil.)	František Pohlodek
16. kpt. obs.	Marian Skubała
17. mjr obs.	Zygmunt Sokołowski
18. S/Ldr (pil.)	Jaroslav Studený
19. mjr obs.	Jan Wiłkojć
20. mjr pil.	Mieczysław Wiórkiewicz
21. kpt.	Wacław Zajączkowski
22. kpt. pil.	Jan Zumbach

V Kurs (3 kwietnia – 28 listopada 1944)
1. mjr pil.	Wieńczysław Barański
2. kpt. obs.	Bronisław Bąk
3. kpt. obs.	Bolesław Biliński
4. kpt. obs.	Zbigniew Duńczewski
5. kpt. obs.	Tadeusz Dymek
6. kpt.	Zdzisław Fiala
7. kpt. obs.	Zbigniew Gałczyński
8. kpt. pil.	Czesław Główczyński
9. mjr pil.	Bolesław Jarkowski
10. kpt. obs.	Henryk Jarząbek
11. por.	Jerzy Kaliniecki
12. mjr obs.	Czesław Korbut
13. kpt. pil.	Franciszek Kornicki
14. kpt. pil.	Zdzisław Langhamer
15. por.	Stanisław Lipa
16. kpt. obs.	Tomasz Łubieszko
17. kpt. piech.	Julian Majchrzak
18. kpt. robs.	Leon Michalski
19. por. obs.	Jan Mintowt-Czyż
20. mjr obs.	Bolesław Nowicki
21. mjr pil.	Maciej Piotrowski
22. mjr pil.	Witold Piotrowski
23. kpt. pil.	Jerzy Popławski
24. kpt. obs.	Stanisław Przelaskowski
25. kpt. pil.	Przesław Sadowski
26. por.	Jerzy Sielużycki
27. por.	Marian Szumlicki
28. mjr pil.	Kazimierz Śniegula
29. por.	Witold Wiśniewski
30. kpt. obs.	Mieczysław Zieliński

VI Kurs (2 stycznia – 17 września 1945)
1. kpt. obs.	Edward Bohdanowicz
2. kpt. pil.	Zdzisław Buchowiecki
3. kpt. obs.	Bernard Budnik
4. mjr obs.	leksander Bujalski
5. kpt. pil.	Witold Bukowski
6. mjr pil.	Zbigniew Czaykowski
7. por.	Tomasz Dąbkowski
8. kpt. obs.	Antoni Freyer
9. kpt. pil.	Władysław Gnyś
10. kpt. obs.	Zbigniew Goetzlik
11. kpt. obs.	Józef Hebda
12. mjr pil.	Walerian Jasionowski
13. kpt. obs.	Jan Jeżycki
14. mjr pil.	Tadeusz Koc
15. mjr pil.	Jerzy Kranc
16. ppłk pil.	Zdzisław Krasnodębski
17. kpt. pil.	Gerard Kunowski
18. por. piech.	Józef Kurzeja
19. mjr pil.	Zenon Kurzempa
20. mjr pil.	Maksymilian Lewandowski
21. por.	Władysław Liber
22. mjr pil.	Włodzimierz Łazoryk
23. kpt. obs.	Jerzy Mayer
24. ppłk dypl. kaw.	Bohdan Mincer
25. kpt. pil.	Czech Nowacki
26. kpt. mar.	Wilhelm Pacewicz
27. por. pil.	Antoni Polek
28. kpt. pil.	Jerzy Radomski
29. kpt. pil.	Eugeniusz Sokołowski
30. kpt. obs.	Józef Suska
31. mjr obs.	Zygmunt Szymański
32. por.	Zbigniew Tosio
33. kpt. obs.	Jan Waciński
34. mjr pil.	Karol Zaucha
35. mjr obs.	Zygmunt Żółciński

VII Kurs 1945–1946 (17 września 1945 – 7 kwietnia 1946)
1. kpt. pil.	Tadeusz Andersz
2. mjr pil.	Maksymilian Brzozowski
3. por.	Kazimierz Chan
4. kpt. obs.	Mieczysław Daab
5. kpt. pil.	Jerzy Gołko
6. kpt. mar.	Alfons Górski
7. kpt. dypl. art.	Jerzy Horbaczewski
8. kpt. obs.	Jan Iżycki
9. mjr obs.	Kazimierz Jaklewicz
10. kpt. obs.	Zbigniew Jaroszyński
11. por. pil.	Kazimierz Karlikowski
12. kpt. pil.	Tadeusz Karnkowski
13. por. pil.	Włodzimierz Klawe
14. kpt. pil.	Zbigniew Kobierzycki
15. mjr piech.	Karol Kowalski
16. kpt.	Henryk Kraciński
17. kpt. pil.	Tadeusz Kratke
18. mjr obs.	Stanisław Król
19. ppłk pil.	Stanisław Krzystyniak
20. por. piech.	Wacław Kuczuk
21. kpt. obs.	Stefan Lintzel
22. mjr pil.	Stanisław Łapka
23. por.	Jan Maćkula
24. kpt.	Edmund Marynowski
25. kpt. pil.	Jan Narewski
26. kpt. pil.	Tadeusz Owczarski
27. kpt. obs.	Julian Pałka
28. kpt. obs.	Władysław Pietrasik
29. ppłk pil.	Stanisław Pietraszkiewicz
30. mjr pil.	Kazimierz Rutkowski
31. por. inż.	Stefan Szwed
32. kpt. pil.	Czesław Tarkowski
33. mjr obs.	Wacław Ungar